# 釈迦堂遺跡博物館
釈迦堂遺跡博物館（しゃかどういせきはくぶつかん）は、山梨県笛吹市一宮町にある考古資料を展示する博物館。笛吹市及び甲州市で組織する一部事務組合の釈迦堂遺跡博物館組合の教育委員会が管理運営を行っている。

## 概要
甲府盆地を一望することが出来る京戸川扇状地上にある釈迦堂パーキングエリア一帯の建設工事では、工事に先だって発掘調査が実施された。出土された縄文遺跡の存在を後世に伝え、学習の拠点を目指すことを目的に、出土品を保存・展示するための施設として、1988年（昭和63年）11月3日に笛吹市・甲州市組合立によりオープンした。鉄筋2階建て、総面積1,449平方メートル。旧一宮町（現笛吹市）・勝沼町域（現甲州市）にかけて分布する釈迦堂遺跡群の土偶や土器、石器類などの出土品を主な展示物とする。中部地方の縄文時代を代表する遺跡として永くこの地にその名を留めるためにと、釈迦堂パーキングエリア上り線エリアには「釈迦堂遺跡」の石碑が設置されている。
博物館に隣接する中央自動車道の釈迦堂パーキングエリアに駐車して見学することもできる。

### 釈迦堂遺跡の発掘
発掘調査は昭和55年2月8日から翌56年11月15日まで実施され、延べ2万人が動員され、旧石器時代、縄文時代、古墳時代、奈良時代、平安時代の住居・墓・土器・土偶・石器などが出土した。
出土品では、1,116個体の土偶が出土、縄文時代前期のものが7個体、後期のものが1個体、中期のものも確認された。土偶1,116箇は1988年（昭和63年）6月6日、国の重要文化財に指定。土器・石器など出土品4,483点が2005年（平成17年）6月9日に追加指定された。

## 文化財

### 重要文化財（国指定）
- 山梨県釈迦堂遺跡出土品
  - 土偶 1,116点
  - 土器・土製品 3,410点
  - 石器・石製品 915点
  - （以下、附指定）
    - 土器把手残欠 79点
    - 粘土塊 52点
    - 剥片・石核等 26点
    - ベンガラ塊 1点

## 利用情報
- 住所 - 山梨県笛吹市一宮千米寺764（笛吹市一宮千米寺・甲州市勝沼町藤井地内）
- 休館日 - 毎週火曜日（祝日を除く）、祝日の翌日（土・日曜日を除く）、年末年始
- 開館時間 - 9時00分－17時00分
- 入館料 - 一般・大学生400円、小中高生200円

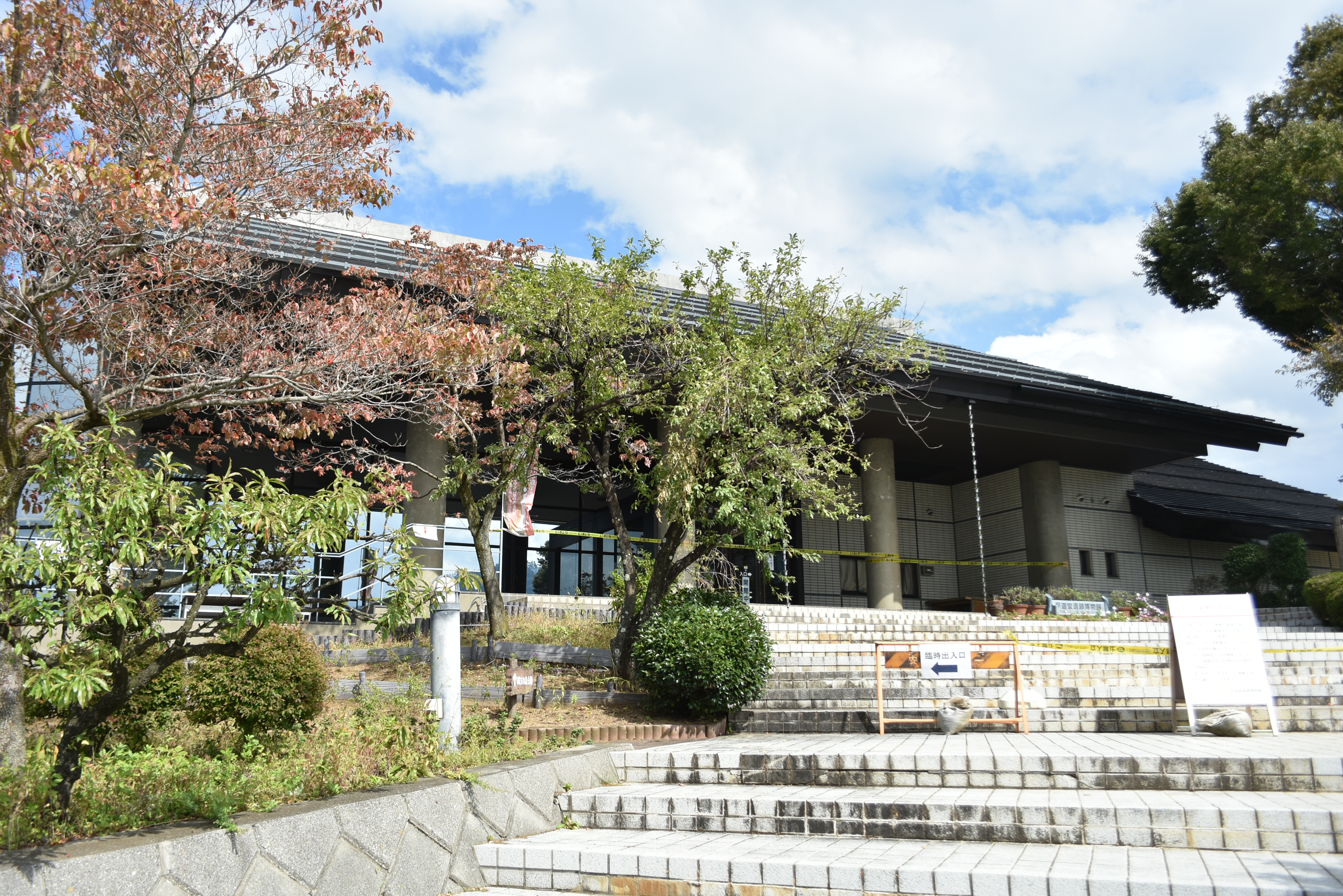
エントランス（2018年10月6日撮影）
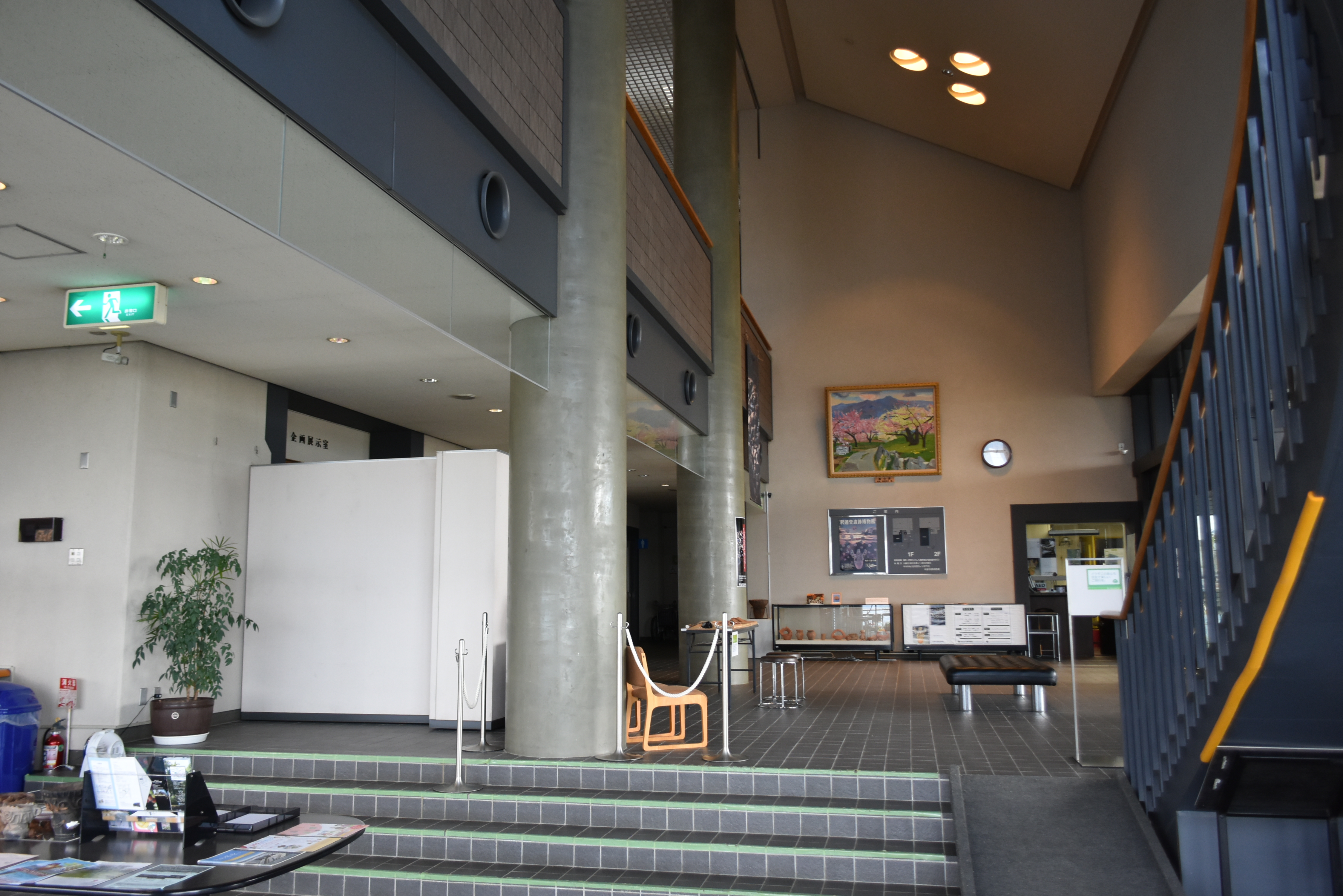
ロビー（2018年10月6日撮影）
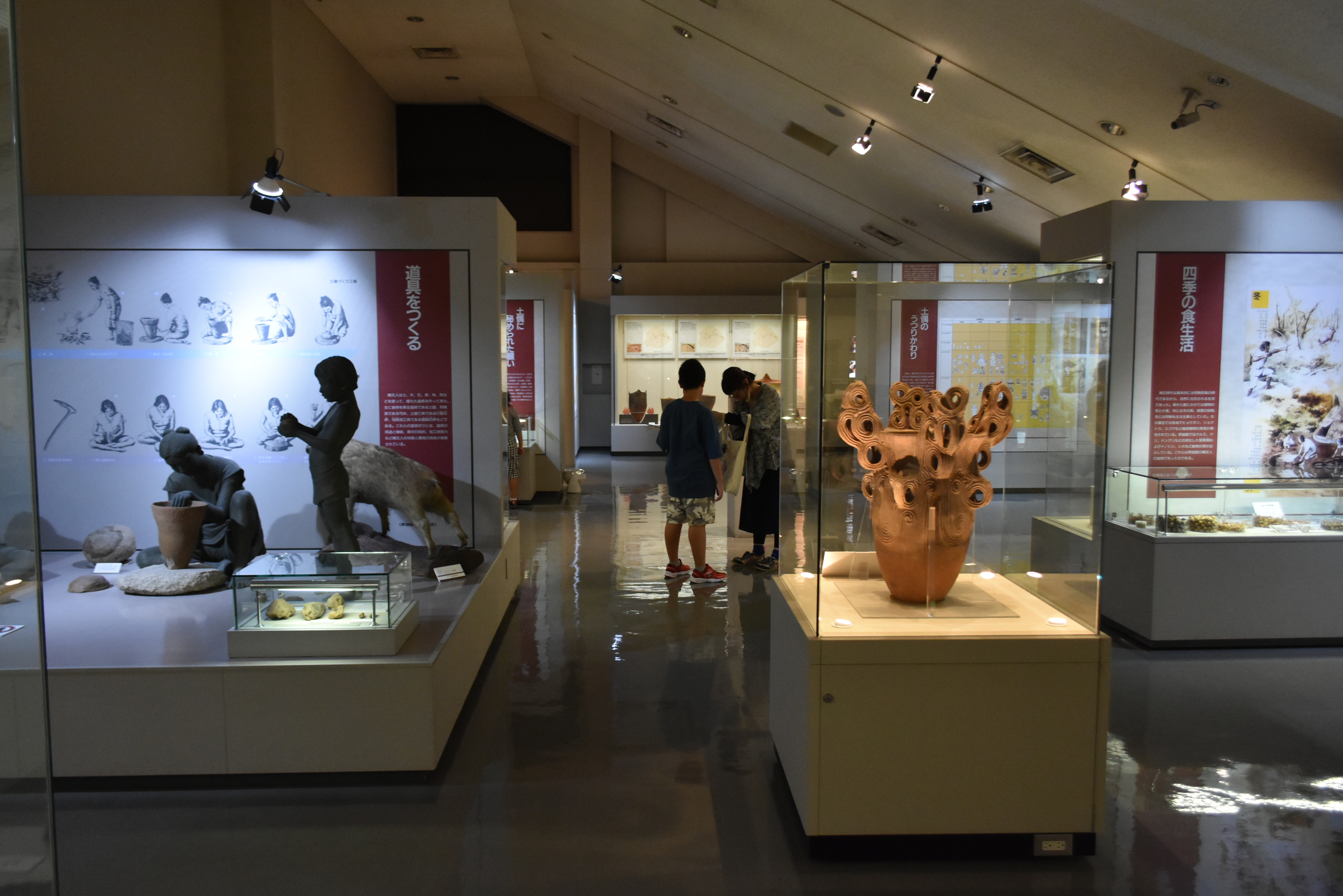
2階常設展示場（2018年10月6日撮影）
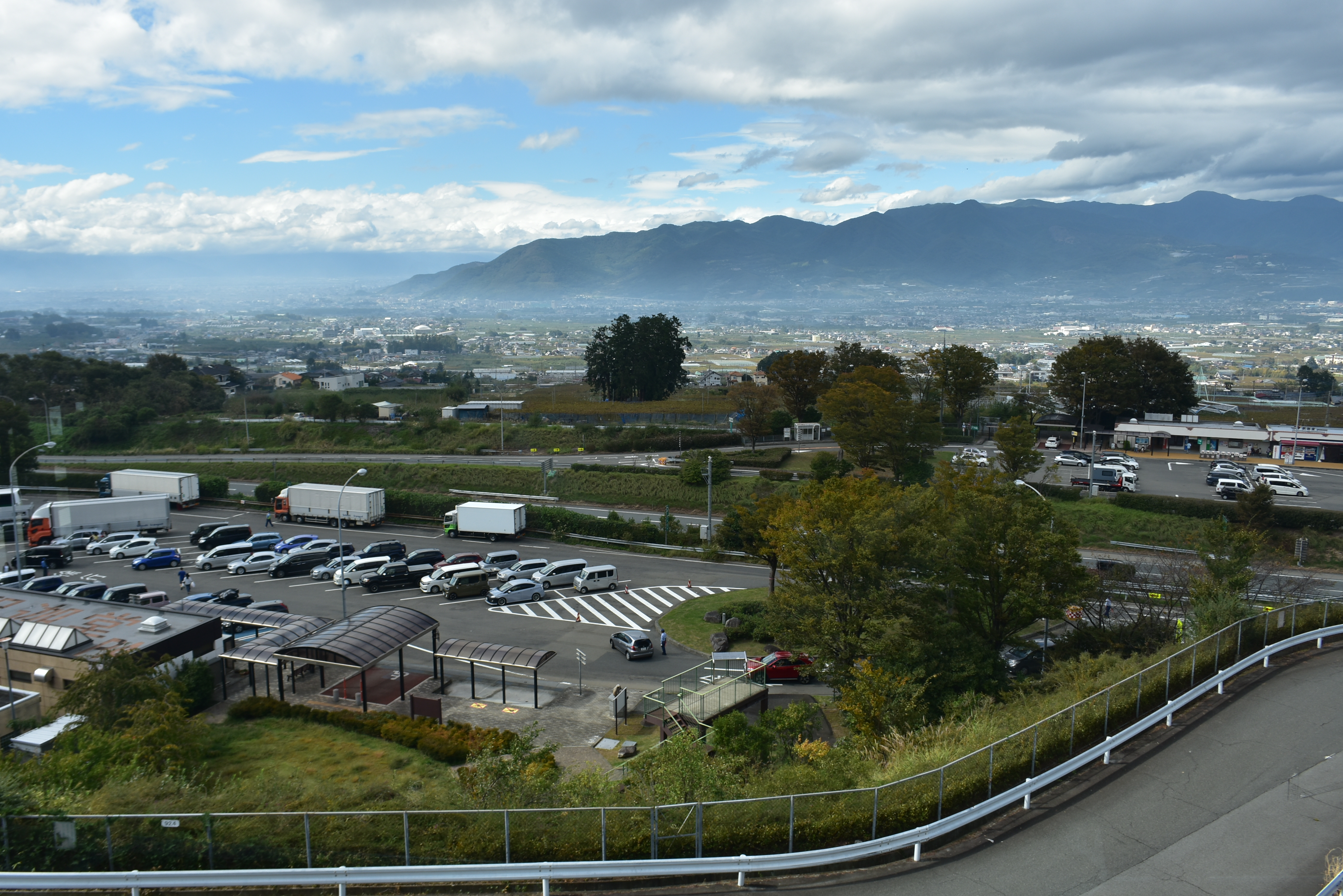
ロビーより勝沼市街を見る（2018年10月6日撮影）
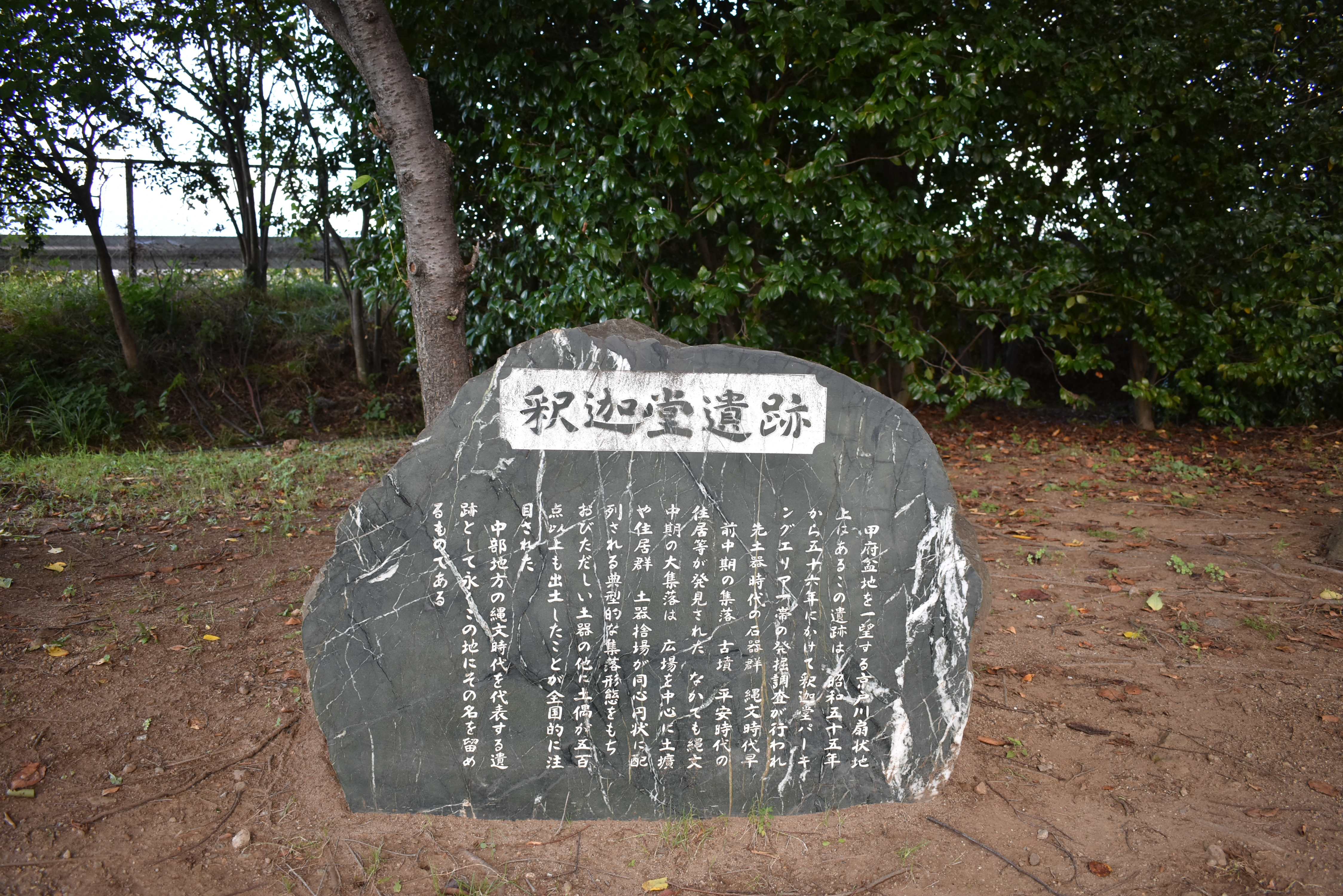
釈迦堂パーキングエリア上り線エリアにある「釈迦堂遺跡」の石碑（2019年9月7日撮影）